# Плотников, Дмитрий Тарасович
Дмитрий Тарасович Плотников (10 октября 1923, Оренбургская область — 7 февраля 1998, Кара-Балта) — командир отделения стрелковой роты 837-го стрелкового полка, 238-й стрелковой дивизии, сержант — на момент представления к награждению орденом Славы 1-й степени.

## Биография
Родился 10 октября 1923 года в деревне Колпацы Новоорского района Оренбургской области.
Образование неполное среднее. Работал в колхозе.
В Красной Армии с ноября 1941 года. На фронте в Великую Отечественную войну с августа 1942 года. Воевал на Калининском, Брянском, Белорусском и 1-м Белорусском фронтах. Участвовал в боях в районе города Белый, разгроме орловской и брянской группировок противника, форсировании рек Десна, Ипуть, Сож. В ноябре 1943 года в ходе Гомельско-Речицкой операции 238-я стрелковая дивизия, в которой автоматчиком 837-го стрелкового полка служил ефрейтор Плотников, неоднократно предпринимала попытки преодоления реки Днепр в районе деревни Новый Быхов. Весной 1944 года дивизия была передислоцирована в район южнее Могилёва и вошла в состав 2-го Белорусского фронта.
27 июня 1944 года командир отделения стрелковой роты сержант Плотников форсировал Днепр у железнодорожного моста в районе Могилёва и на следующий день одним из первых ворвался на восточную окраину города. Преследуя отступающего противника, он подавил пулемётную точку, истребив при этом двух противников.
Приказом по 238-й стрелковой дивизии от 9 августа 1944 года сержант Плотников Дмитрий Тарасович награждён орденом Славы 3-й степени.
В дальнейшем он участвовал в наступлении на пуховичском направлении, в Белостокской наступательной операции, боях под Гродно.
20 августа 1944 года в бою в районе населённого пункта Порыте во время артиллерийского обстрела Д. Т. Плотников прикрыл своим телом командира батальона. Будучи при этом ранен, отказался от госпитализации и остался в строю.
12 сентября 1944 года при наступлении на город Ломжа отделение под командованием Плотникова атаковало вражеский дзот, уничтожило семерых противников и захватило три пулемёта.
Приказом по 49-й армии от 29 октября 1944 года сержант Плотников награждён орденом Славы 2-й степени.
В 1945 году Плотников участвовал в Восточно-Прусской и Восточно-Померанской операциях. 16 марта 1945 года при отражении вражеской атаки он лично истребил девять противников. 27 марта во время наступления на город Данциг нашим стрелковым подразделениям преградил путь огонь немецкой пулемётной точки. Плотников со своим отделением, используя складки местности, выдвинулся во фланг гитлеровцам и уничтожил точку, истребив при этом восемь солдат противника.
Указом Президиума Верховного Совета СССР от 29 июня 1945 года за мужество, отвагу и героизм, проявленные в борьбе с захватчиками, сержант Плотников Дмитрий Тарасович награждён орденом Славы 1-й степени.
Войну Д. Т. Плотников закончил на Эльбе. В 1945 году демобилизован. Жил в городе Кара-Балта. Трудился машинистом экскаватора Западно-Чуйского строительно-монтажного управления.
Умер в 1998 году.
Награждён орденами Отечественной войны 1-й степени, Славы 1-й, 2-й и 3-й степени, медалями.